# ناريمان أتاييف
ناريمان أتاييف (مواليد 25 يناير 1971) هو ملاكم أوزباكستاني، مثّل بلاده في الألعاب الأولمبية الصيفية 1996.

## روابط خارجية
ناريمان أتاييف على موقع بوكس ريك (الإنجليزية) (registration required)
- ناريمان أتاييف على موقع أوليمبيديا (الإنجليزية)